# Culloden (Virginia Occidentale)
Culloden è un census-designated place (CDP) degli Stati Uniti d'America, situato nello stato della Virginia Occidentale, diviso tra la contea di Cabell e la contea di Putnam.